# Gotthard Friedrich Stenders
Gotthard Friedrich Stenders, född 1714, död 1796 var en lettisk författare, präst och språkman. Stenders var protestantisk präst i dikterna hyllades traditionella dygder som flit, underordning och måttfullhet. Stenders är representerad med flera hymner i den lettiska psalmboken. Stenders utgav 1789 en lettisk-tysk ordbok. Stenders sammanställde även den första lettiska encyklopedin.